# Ballets Russes

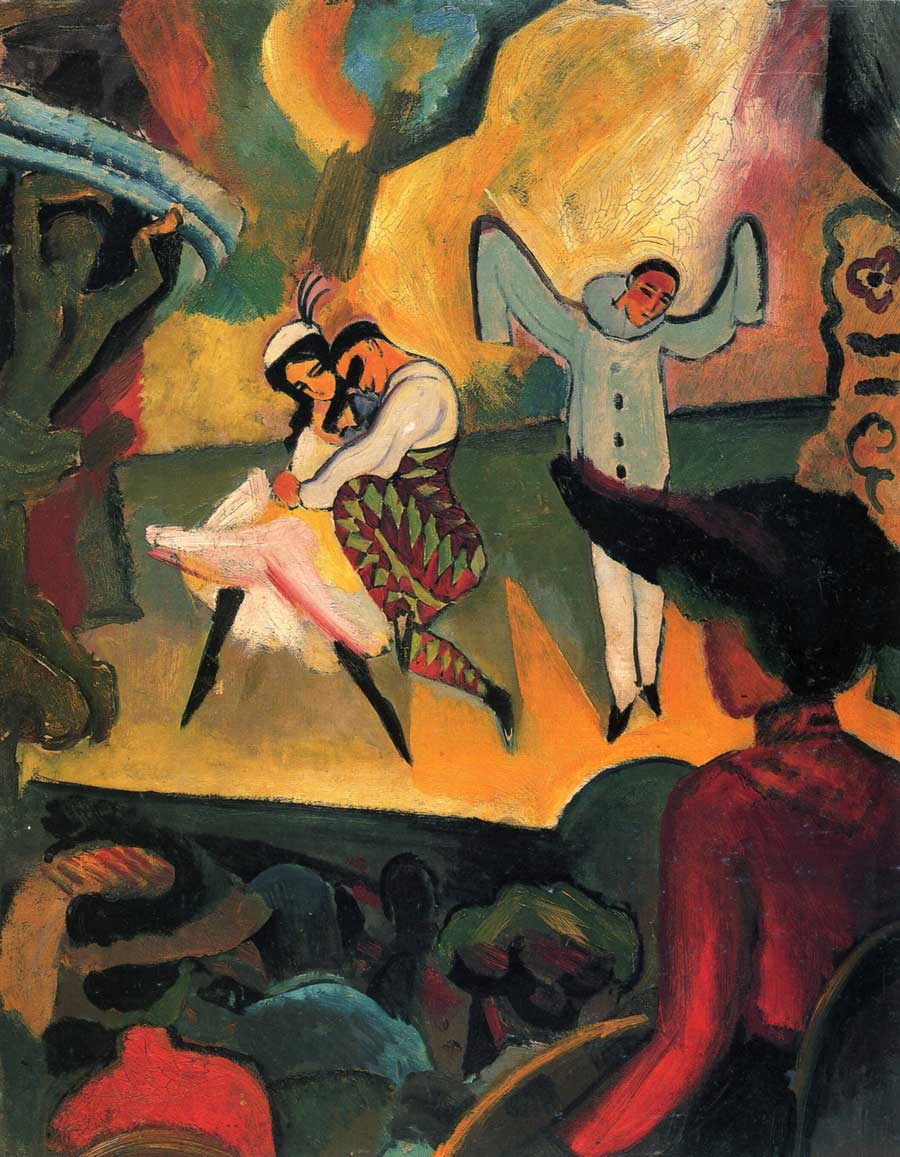
Ballet Russes door August Macke, 1912

De Ballets Russes was een balletgezelschap uit Rusland, gesticht door Sergej Diaghilev. Tussen 1909 en 1929 traden de Ballets Russes op in tal van landen, met als thuisbasis Parijs, in regelmatig wisselende samenstellingen, met Diaghilev als constante factor. Het fameuze gezelschap bracht vele belangrijke dansers en choreografen voort en stond bekend om zijn vernieuwingsdrang, zowel in choreografie en muziek als in kostuum- en decorontwerp.

## Het begin van de Ballets Russes

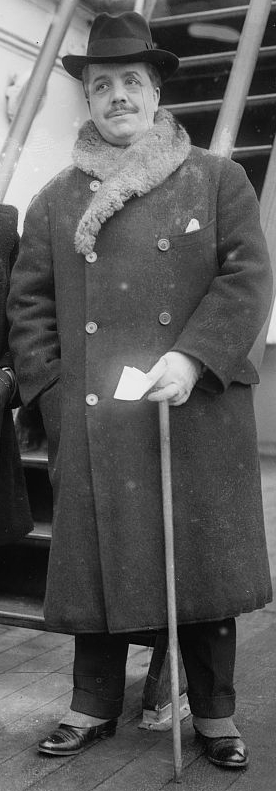
Sergej Diaghilev

De wortels van de Ballets Russes liggen in de Russische kunstenaarsbeweging Mir Iskoesstva (Wereld van de Kunst), geleid door Sergej Diaghilev en Alexandre Benois. Mir Iskoesstva organiseerde concerten en spraakmakende kunsttentoonstellingen en gaf een door enkele duizenden mensen gelezen kunsttijdschrift uit onder dezelfde naam. Pas vanaf 1900 toonde Diaghilev belangstelling voor ballet, toen hij een vergeefse poging deed Delibes' ballet Sylvia in het keizerlijk theater te brengen. In 1906 trad hij op als beschermheer van een paar voor artistieke koerswijziging pleitende dansers in het keizerlijke balletgezelschap te Sint-Petersburg, onder wie zijn latere coryfeeën Anna Pavlova en Tamara Karsavina. Een grote overzichtstentoonstelling met nieuwe Russische kunst in het Grand Palais in Parijs werd in 1908 gevolgd door een programma van opera (Boris Godoenov) en ballet (Le pavillon d'Armide), georganiseerd door Diaghilev met veel succes, maar een groot tekort.
Daarom bevatte het volgende seizoen (dat in mei begon, vanwege het lange zomerreces van de dansers van het keizerlijk ballet in Sint-Petersburg) in 1909 geen opera meer, maar uitsluitend het goedkopere ballet, simpelweg Saison russe geheten. Pas in 1910 noemde Diaghilev het programma ‘Ballets Russes’. De vernieuwende totaalaanpak en de informele, gracieuze choreografie hadden direct enorm succes. Diaghilevs biograaf Sjeng Scheijen beschrijft de première van Le Pavillon d'Armide en Prince Igor in mei 1909, als “een inmiddels legendarische gebeurtenis” in de theatergeschiedenis. Zo mogelijk nog meer succes had korte tijd later Les Sylphides, met als sterdansers Anna Pavlova en Vatslav Nijinski, door Harry Kessler in zijn dagboek beschreven als “de belichaming van Amor en Psyche: twee wonderlijke mooie, lichte, sierlijke, jonge mensen, ver verwijderd van iedere zoetelijkheid”. Na deze glorieuze entree volgden jarenlang het ene succes het andere op, steeds zich telkens vernieuwend en regelmatig overtreffend, zonder zich echt te herhalen.

## De choreografen

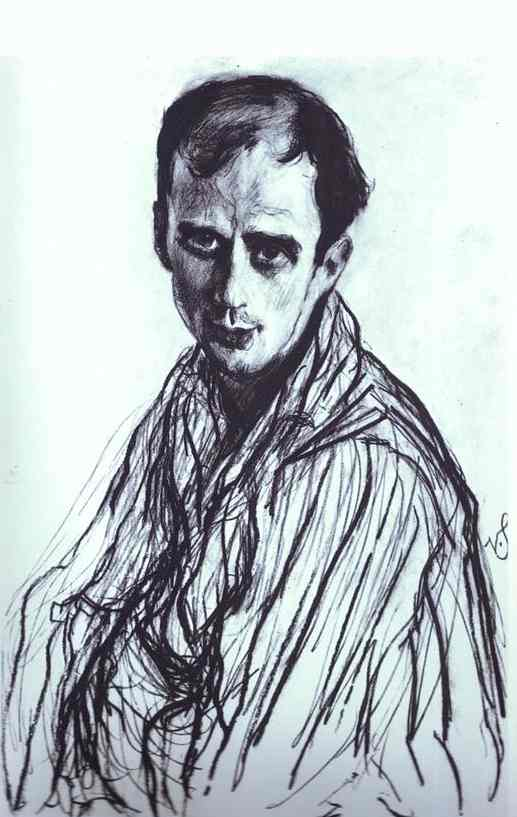
Michel Fokine
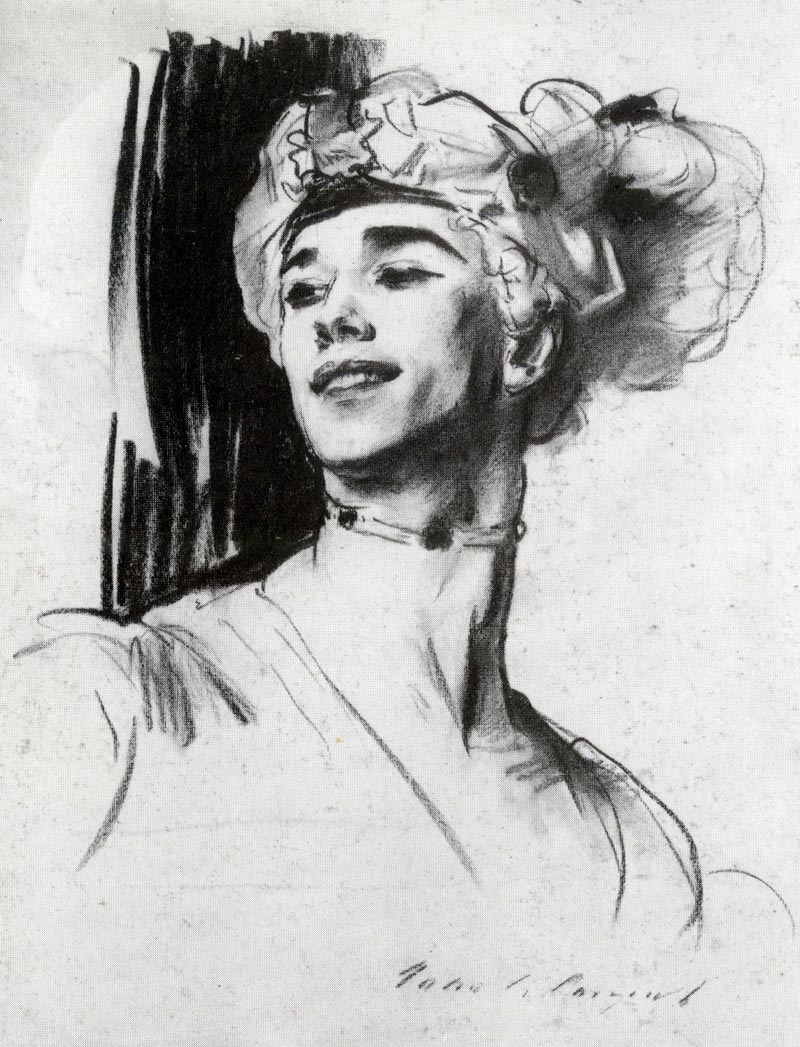
Nijinski in Le Pavillon d'Armide
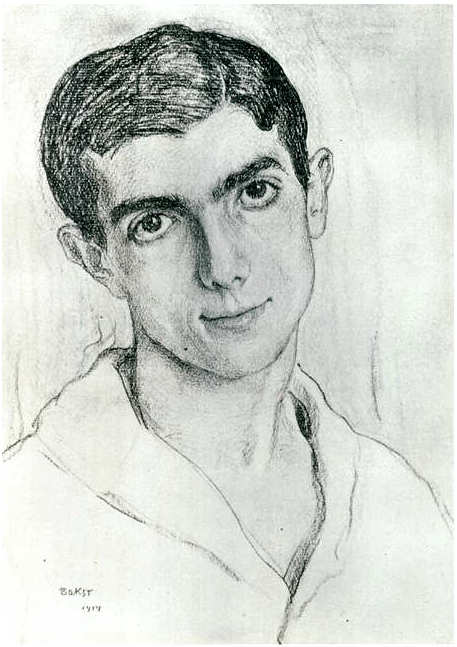
Léonid Massine

### Periode Fokine
De choreografie van de Ballets Russes werd in de periode 1909 tot 1912 vormgegeven door Michel Fokine en was in tal van opzichten grensverleggend te noemen. De bewegingsvormen werden vrijer en kwamen los van het destijds gangbare klassiek-formele. Daarnaast keerde de mannelijke balletdanser prominent terug en individuele dansers werden ineens belangrijker dan het corps de ballet. Er werden vaak meerdere enkelvoudige thema's gekozen die vaak niet langer dan één akte duurden.

### Periode Nijinski

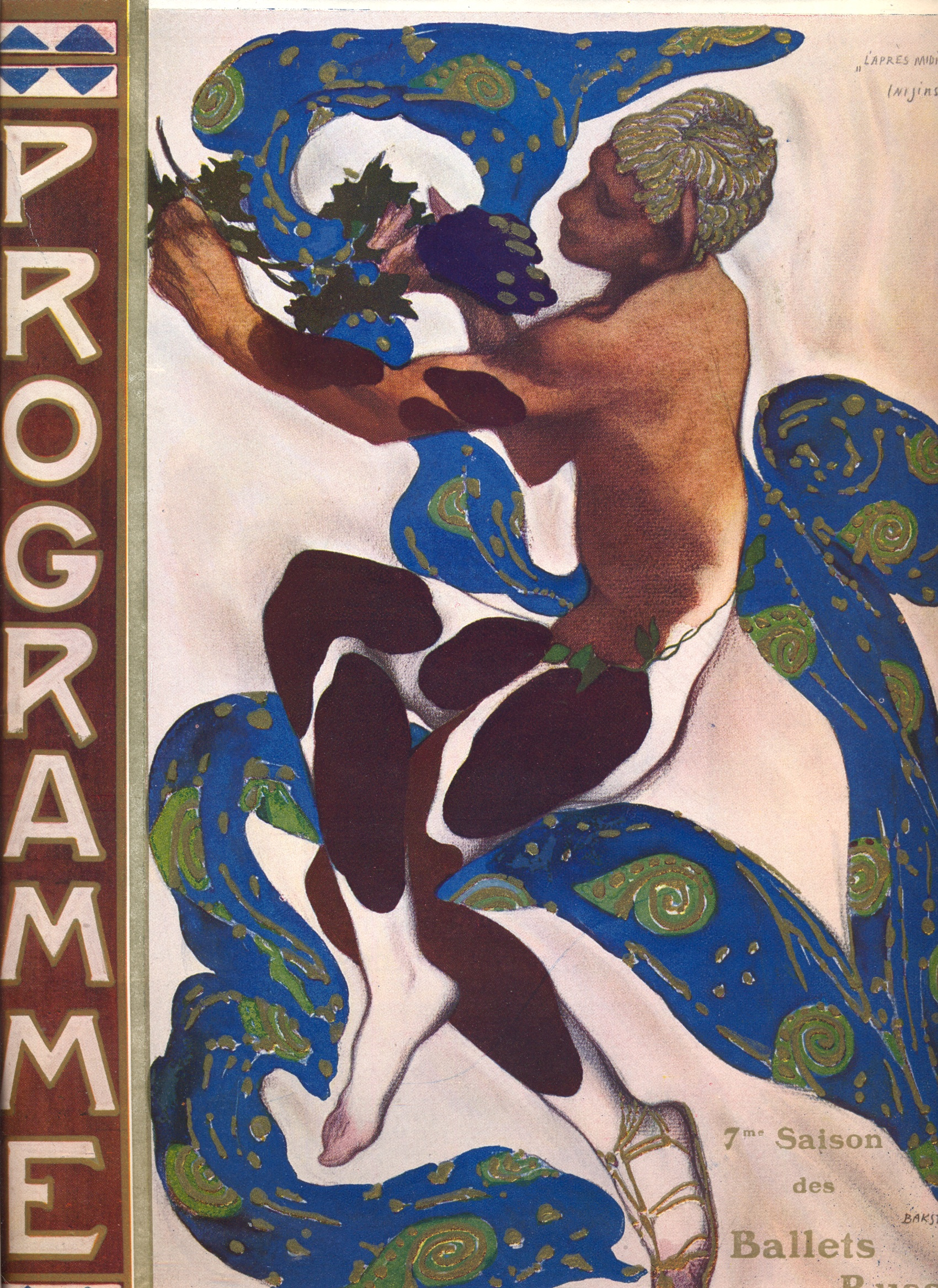
Après midi d'un faune

Toen Diaghilev zijn pupil/minnaar Vaslav Nijinski begon te stimuleren om ook zelf choreografieën te schrijven, leidde dat in 1912 tot een breuk met Fokine. Nijinski debuteerde in datzelfde jaar als choreograaf met de door hemzelf uitgevoerde opzienbarende vertolking van L'après-midi d'un faune, waarbij hij als het ware zweefde over de dansvloer en tot ieders verbazing geen enkele echte sprong maakte. Hij continueerde zijn expressionistische benadering van de dans in nog steeds veel gespeelde en uiterst modern aandoende balletten als Jeux van Debussy en Le Sacre du printemps van Igor Stravinsky dat op 29 mei 1913 in première ging in Nijinski's choreografie. Dirigent was Pierre Monteux. Dit spraakmakende evenement markeerde tevens de verhuizing van de Ballets Russes van het Théâtre du Châtelet naar het nieuwe Théâtre des Champs-Élysées.

### Periode Massine
Nadat Nijinski brak met Diaghilev, aanvankelijk om zijn eigen gezelschap te starten, maar al snel daarna definitief vanwege ernstige psychische problemen, keerde Fokine korte tijd terug. Uiteindelijk wist Diaghilev met Leonide Massine echter een nieuwe jonge Russische danser-choreograaf (en minnaar) te strikken. Het bleek opnieuw een schot in de roos. Massine toonde zich al snel bijzonder begaafd en maakte naam met tal van conceptuele, modernistische vernieuwingen in de dans. Zijn eerste productie, Parade (1917) is de geschiedenis ingegaan als “het moment waarop de avant-garde de doorbraak maakte in de Europese elitecultuur” en de reputatie op ongekende hoogte bracht. Massine werd ook bekend door zijn introductie van elementen van de volksdans in het ballet via kleine patronen in het chorus, individualiteit in de synchroonbewegingen en de zogenaamde karakterdans (‘demi-charactère’). 

### Andere choreografen

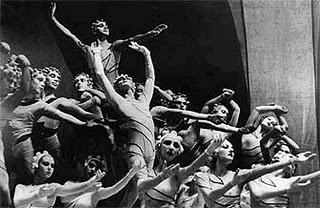
De Ballets Russes

Zoals Diaghilev met veel getrouwen uiteindelijk ruzie kreeg liep ook zijn samenwerking met Massine uiteindelijk stuk. Zijn neus voor talent bleef echter groot en ook in de jaren twintig wist hij opnieuw een aantal jonge Russische choreografen aan zich te binden die later uitgroeiden tot grootheden binnen de balletwereld. De belangrijkste onder hen waren Serge Lifar, Bronislava Nijinska (zus van Vaslav) en George Balanchine. Ook in deze periode was er steeds volop ruimte voor verdere vernieuwing (denk aan Balanchines Le Chant du Rossignol), hoewel er mede onder druk van de niet altijd rooskleurige financiële situatie ook steeds vaker conservatieve balletten werden gemaakt, om ook dat deel van het publiek te behagen.

## De dansers
Diaghilev engageerde gedurende het bestaan vrijwel uitsluitend Russische balletdansers en –danseressen, die hij veelal wegplukte uit de Peterburgse keizerlijke dansscholen. Voortdurend slaagde hij erin weer nieuwe sterren te presenteren. Misia Sert roemde dan ook niet voor niets “zijn gave om het talent in nog niet vol tot ontwikkeling gekomen vroegtijdig te onderkennen”. Diaghilev stond er ook om bekend dat hij zijn dansers stimuleerde tot creatieve inbreng in de choreografie en met name zijn mannelijke sterdansers waren vaak ook meteen zijn belangrijkste choreografen.
Bekende dansers en danseressen van de ‘Ballets Russes’ waren:
- Anna Pavlova
- Michel Fokine, tevens choreograaf
- Vaslav Nijinski, tevens choreograaf
- Tamara Karsavina
- Ida Rubinstein
- Bronislava Nijinska, tevens choreograaf
- Leonide Massine, tevens choreograaf
- Lydia Lopokova
- Serge Lifar, tevens choreograaf
- Aleksandra Danilova
- Georges Balanchine, tevens choreograaf
- Carlotta Zambelli

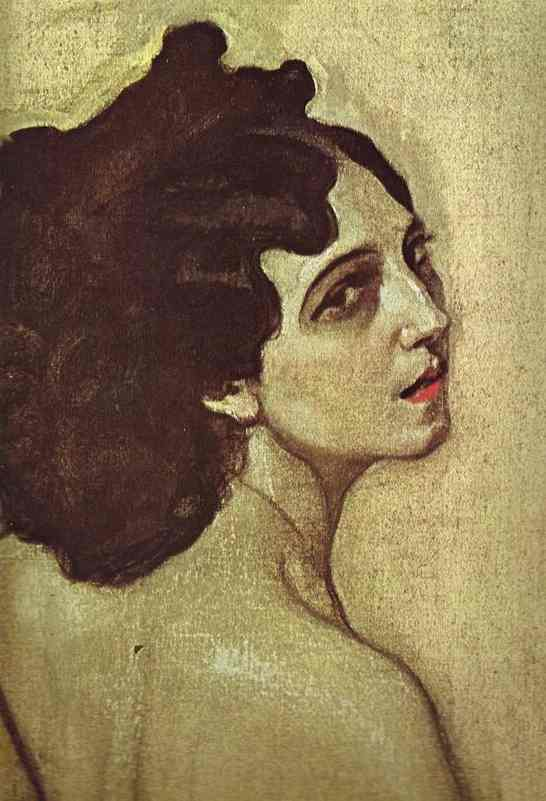
Ida Rubinstein
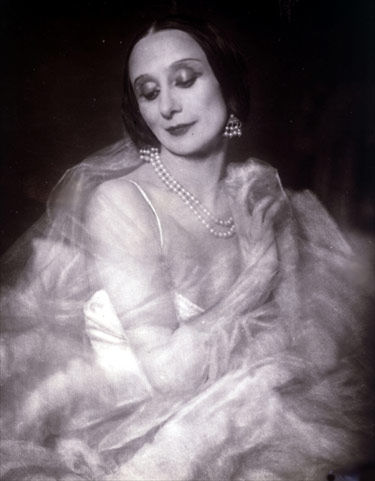
Anna Pavlova
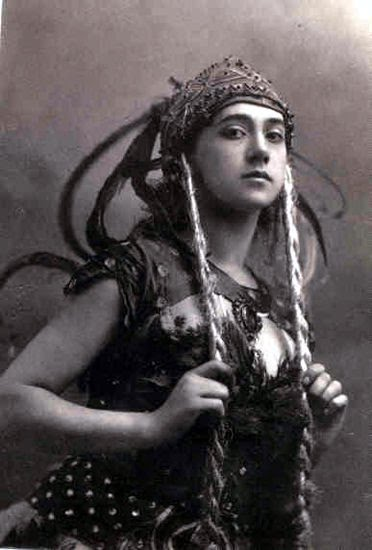
Karsavina als de vuurvogel

## De componisten
Gedurende het hele bestaan van de Ballets Russes huurde Diaghilev vooraanstaande componisten in om stukken te schrijven voor zijn ballet en stond hij ook aan de wieg van enkele van de belangrijkste muzikale premières van de twintigste eeuw. Zijn belangrijkste ontdekking was Igor Stravinsky, wiens carrière begon met drie opdrachten van Diaghilev: L'Oiseau de Feu in 1910, Pétrouchka in 1912 en Le Sacre du printemps in 1913, steeds met Nijinski in de hoofdrol, maar met deors en kostuums van respectievelijk Golovin en Bakst, Benois en Roerich. Bij de première riep Le Sacre du printemps felle reacties op (niet zozeer door de muziek als wel door Nijinsky's revolutionaire choreografie) en liep zelfs uit op een relletje, maar het vestigde de faam van de Ballets Russes als modern, baanbrekend en vernieuwend, ook op muzikaal gebied. Die naam werd later meermaals bevestigd door het brengen van nieuwe werken van moderne componisten als Debussy, Milhaud, Poulenc, Ravel, Respighi, Satie, Richard Strauss en Prokofiev (van welke laatste Diaghilev als ‘ontdekker’ geldt). Typerend voor het muzikaal modernisme golden bijvoorbeeld de ‘concrete’ geluiden (sirenes, geratel van typemachines, pistoolschoten, rammelende melkflessen en een rad van fortuin) die Cocteau toevoegde aan Saties muziek voor Parade.

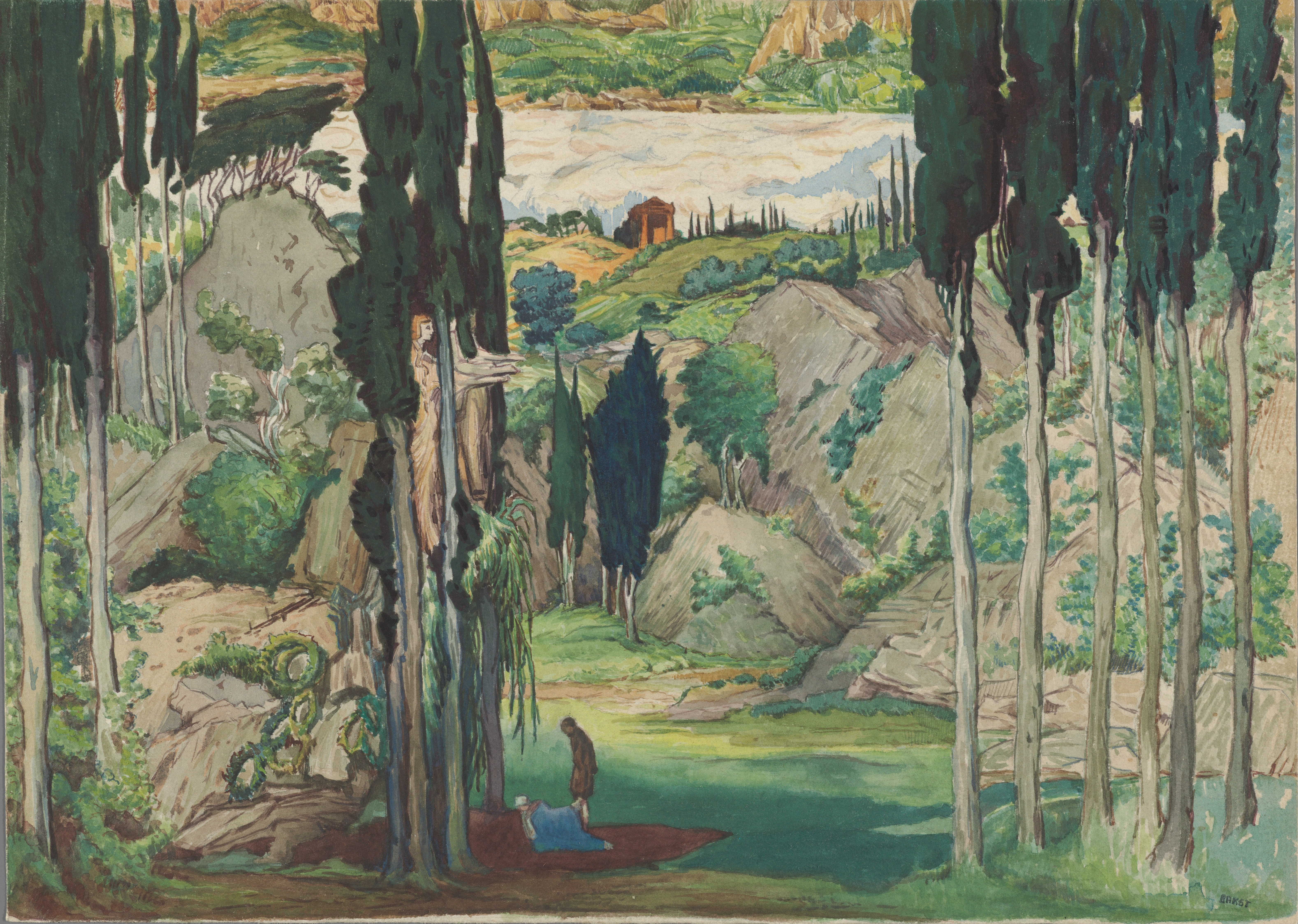
Léon Bakst: decor Daphnis en Chloë

## De ontwerpers
De Ballets Russes werden door Diaghilev gezien als een synthese van alle kunsten en was met name vernieuwend op het gebied van decor- en kostuumontwerp. Doorheen het bestaan van de Ballets Russes kwamen daarbij nagenoeg alle modernistische kunststromingen voorbij, van impressionisme en futurisme tot expressionisme, waarin regelmatig ook elementen van de klassieke en primitieve kunst werden geïntegreerd. De programmering bestond doorgaans uit drie elementen: rococo, roiëntalisme (zij het Arabisch, Egyptisch of Spaans) en Russische folklore. Dat laatste werd vormgegeven door de kunstenaars van Wereld van de Kunst, aanvankelijk Léon Bakst, Alexandre Benois, Aleksandr Golovin, Konstantin Korovin, Sergej Soedejkin en Nikolaj Roerich. Vanaf 1913 waren ook Michail Larionov en Natalja Gontsjarova betrokken en vanaf 1920 voegde Aleksandre Sjarvasjidze zich hierbij.
Zeer vaak werd echter ook samengewerkt met niet-Russische ontwerpers. Bijzonder succesvol was bijvoorbeeld de samenwerking van Pablo Picasso met de Ballets Russes, met name in Parade, met zijn spraakmakende kubistisch decor, bij een verhaallijn door Jean Cocteau. Voor het kostuumontwerp werd in de jaren twintig door Diaghilev ook Coco Chanel ingezet.

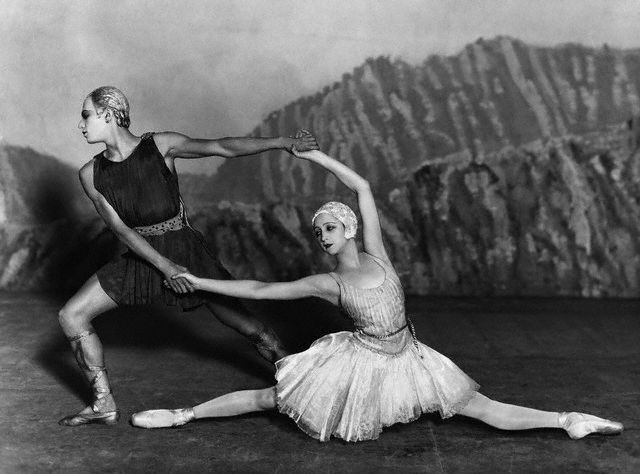
Serge Lifar en Danilova, 1928

## Het einde van de Ballets Russes
De Ballets Russes werden gedurende hun bestaan veelvuldig geplaagd door kleine en grote conflicten, vooral rondom Diaghilev, alsook door financiële problemen. In de jaren twintig werden deze negatieve randaspecten geleidelijk sterker, maar ook in creatieve zin had men moeite om het hoge niveau te kunnen handhaven. Het bleek steeds moeilijker om te blijven verrassen en om voldoende optredens en inkomsten te kunnen genereren werd steeds vaker een toevlucht gezocht tot het conservatievere repertoire, onder andere in het vorstendom Monaco, waar de prins het gezelschap met regelmaat engageerde.
Toen Diaghilev eind 1929 relatief plotseling, na een kort ziekbed, te Venetië overleed, bevonden de Ballets Russes zich artistiek en financieel eigenlijk al in een relatieve impasse en werd het gezelschap opgeheven en al het eigendom geveild om de enorme schulden te delgen. Kort daarna kreeg het een opvolger in het Ballet Russe de Monte Carlo. Dit gezelschap werd in 1933 opgericht door René Blum, directeur van de opera van Monte Carlo, en de Russische émigré kolonel Vassily de Basil. Diverse leden van de Ballets Russes vonden er onderdak, onder wie Massine, Lifar en Danilova. Ook het Ballet Russe de Monte Carlo leverde weer nieuwe sterren af, zoals Tamara Toumanova, maar het repertoire werd nooit meer zo vernieuwend als in de tijd van de Ballets Russes. Al een jaar later werd het gezelschap gesplitst, na een ruzie tussen de twee eigenaren. Een van de twee helften vestigde zich in 1939 in New York, waar Balanchine de stoot gaf tot modernisering van het Amerikaanse ballet.

## Repertoire-overzicht
| Jaar | Titel                                             | Componist                                                                              | Choreograaf                                     | Decor en kostuums                                                            |
| 1909 | Le pavillon d'Armide                              | Nikolai Tsjerepnin                                                                     | Michel Fokine                                   | Alexandre Benois                                                             |
| 1909 | Les Sylphides                                     | Frédéric Chopin                                                                        | Michel Fokine                                   | Léon Bakst                                                                   |
|      |                                                   |                                                                                        |                                                 | Alexandre Benois                                                             |
| 1909 | Polovetzer dansen (Prins Igor)                    | Alexander Borodin                                                                      | Michel Fokine                                   | Nikolaj Rjorich                                                              |

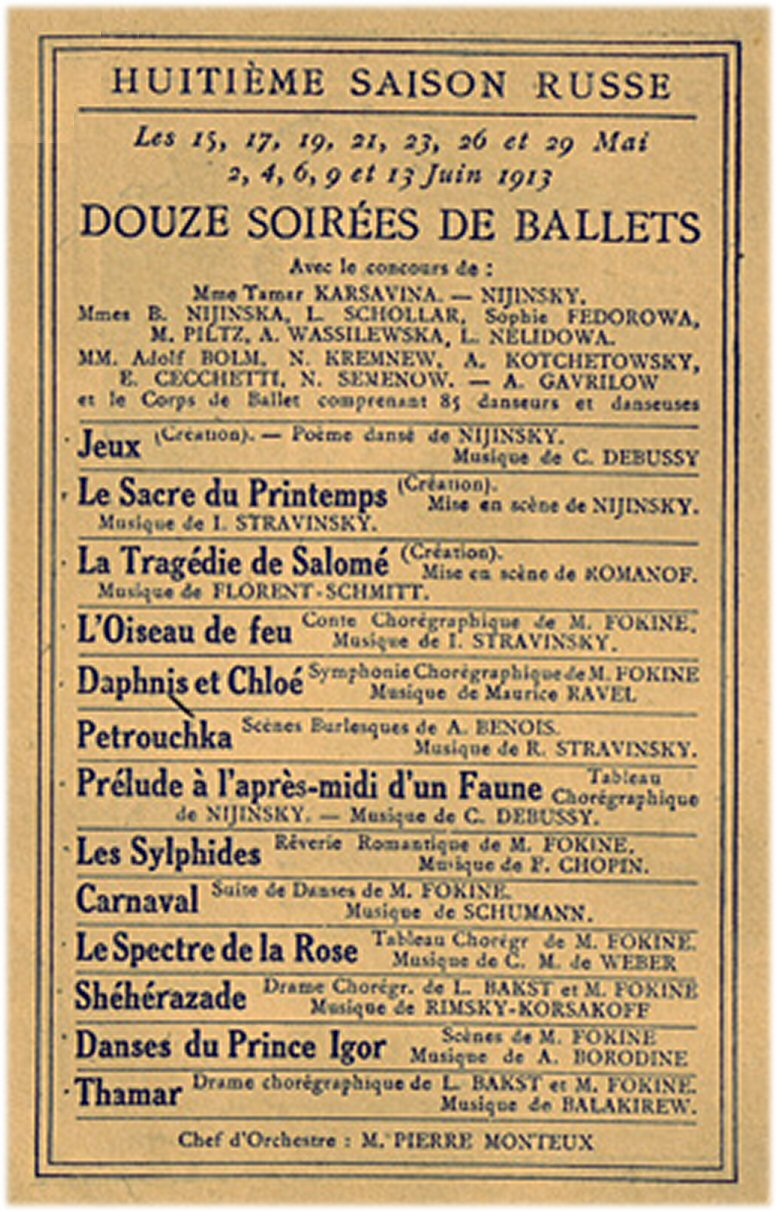
Programma voor mei en juni 1913. inclusief drie premières

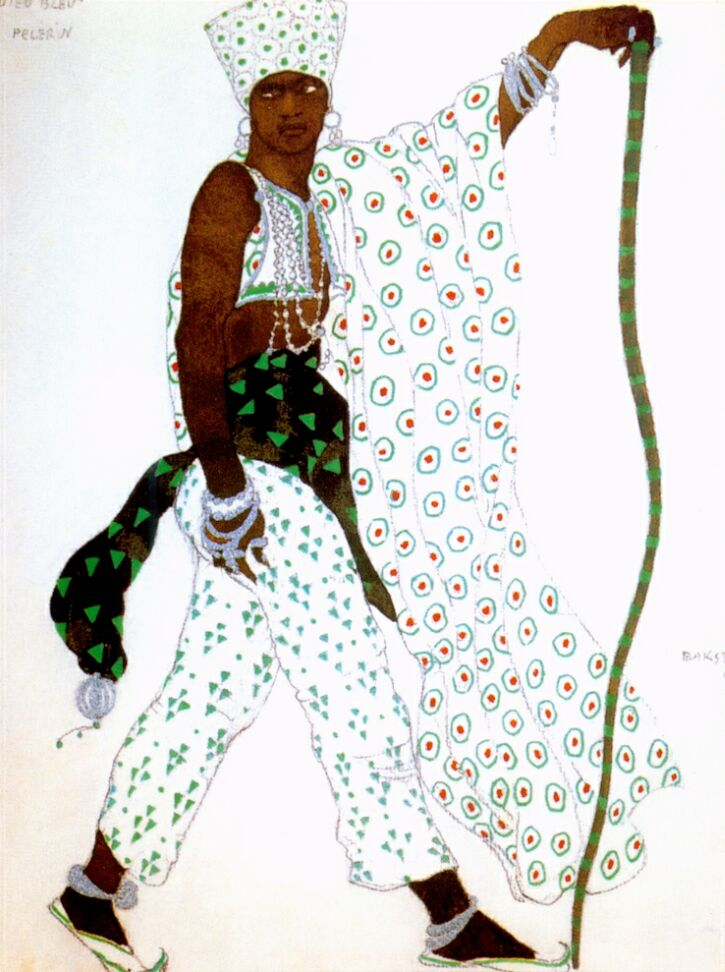
Leon Bakst: kostuumontwerp voor de Le Dieu Bleu, 1912

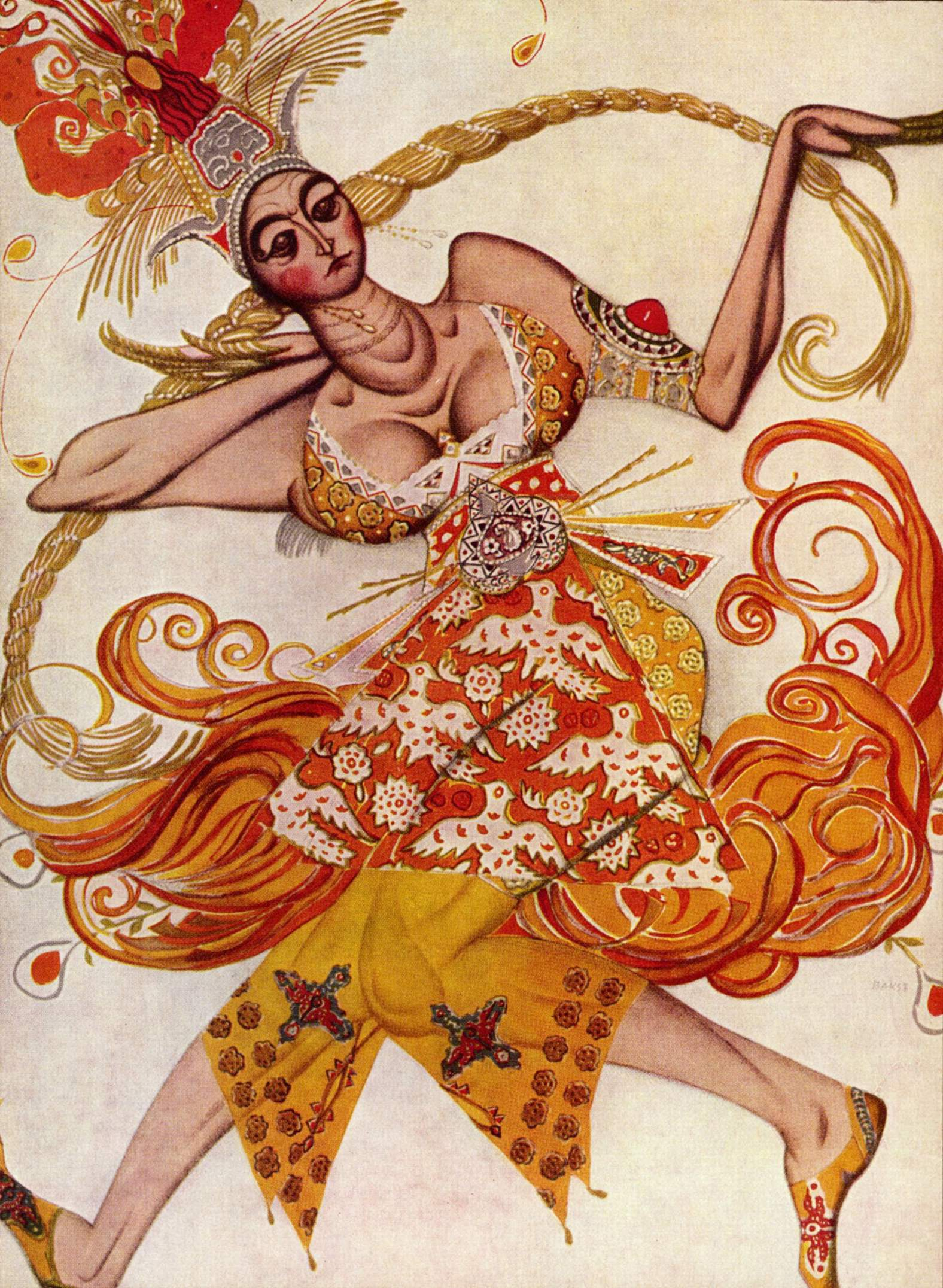
Leon Bakst: kostuumontwerp voor de Vuurvogel, 1913

| 1909 | Le festin                                         | Glinka, Tsjaikovski, Moessorgski, Glazoenov, Rimski-Korsakov                           | Petipa, Goiski, Fokine, Goltz, Ksjessinski      | Konstantin Korovin (decors en kostuums) André Bakst, Ivan Bilibin (kostuums) |
| 1909 | Cléopâtre                                         | Anton Arenski                                                                          | Michel Fokine                                   | Léon Bakst                                                                   |
| 1910 | Shéhérazade                                       | Nikolaj Rimski-Korsakov                                                                | Michel Fokine                                   | Léon Bakst                                                                   |
| 1910 | Giselle                                           | Adolphe Adam                                                                           | Michel Fokine naar Jean Coralli en Jules Perrot | Alexandre Benois                                                             |
| 1910 | De vuurvogel                                      | Igor Stravinsky                                                                        | Michel Fokine                                   | Aleksandr Golovin                                                            |
|      |                                                   |                                                                                        |                                                 | Léon Bakst                                                                   |
| 1910 | Carnaval                                          | Robert Schumann                                                                        | Michel Fokine                                   | Léon Bakst                                                                   |
| 1910 | Les orientales                                    | Aleksandr Glazoenov, Christian Sinding, Anton Arenski, Edvard Grieg, Aleksandr Borodin | Michel Fokine naar Marius Petipas               | Konstantin KorovinLëon Bakst                                                 |
| 1911 | Petroesjka                                        | Igor Stravinsky                                                                        | Michel Fokine                                   | Alexandre Benois                                                             |
| 1911 | Le spectre de la rose                             | Carl Maria von Weber                                                                   | Michel Fokine                                   | Léon Bakst                                                                   |
| 1911 | Narcisse                                          | Nicolas Tchérepnine                                                                    | Michel Fokine                                   | Léon Bakst                                                                   |
| 1911 | Sadko                                             | Nikolaj Rimski-Korsakov                                                                | Michel Fokine                                   | Boris Anisfeld                                                               |
| 1911 | La péri                                           | Paul Dukas                                                                             | Georges Balanchine                              | Léon Bakst                                                                   |
| 1911 | Le lac des cygnes                                 | Peter Tsjaikovski                                                                      | Marius Petipa                                   | Konstantin Korovin (1e akte) Aleksandr Golovin (2e akte)                     |
| 1912 | L'après-midi d'un faune                           | Claude Debussy                                                                         | Vaslav Nijinsky                                 | Léon Bakst                                                                   |
| 1912 | Daphnis et Chloé                                  | Maurice Ravel                                                                          | Michel Fokine                                   | Léon Bakst                                                                   |
| 1912 | Le dieu bleu                                      | Reynaldo Hahn                                                                          | Michel Fokine                                   | Léon Bakst                                                                   |
| 1912 | Thamar                                            | Mili Balakirev                                                                         | Michel Fokine                                   | Léon Bakst                                                                   |
| 1913 | Jeux                                              | Claude Debussy                                                                         | Vaslav Nijinsky                                 | Léon Bakst                                                                   |
| 1913 | Le Sacre du printemps                             | Igor Stravinsky                                                                        | Vaslav Nijinsky                                 | Nicholas Roerich                                                             |
| 1913 | La Khovanchina                                    | Modest MoessorgskiNikolaj Rimski-Korsakov                                              | Adolph Bolm                                     | Fedor Fedorovski                                                             |
| 1913 | La Tragédie de Salomé                             | Florent Schmitt                                                                        | Boris Romanov                                   | Serge Soedejkin                                                              |
| 1914 | Papillons                                         | Robert SchumannNicolas Tcherepnine (orkestratie)                                       | Michel Fokine                                   | Mstislav Doboezjinski                                                        |
| 1914 | La légende de Joseph                              | Richard Strauss                                                                        | Michel Fokine                                   | Léon Bakst (kostuums) José Maria Sert (decors)                               |
| 1914 | De gouden haan                                    | Nikolaj Rimski-Korsakov                                                                | Michel Fokine                                   | Natalja Gontsjarova                                                          |
| 1914 | Liturgie (niet uitgevoerd)                        | Russische religieuze zang                                                              | Léonide Massine                                 | Natalja Gontsjarova                                                          |
| 1914 | Midas                                             | Maximilian Steinberg                                                                   | Michel Fokine                                   | Mstislav Doboezjinski                                                        |
| 1915 | Le Soleil de Nuit                                 | Nikolai Rimsky-Korsakov                                                                | Léonide Massine                                 | Mikhail Larionov                                                             |
| 1916 | Till Eulenspiegel                                 | Richard Strauss                                                                        | Vaslav Nijinsky                                 | Robert E. Jones                                                              |
| 1916 | Las meninas                                       | Gabriel Fauré                                                                          |                                                 | Carlo Socrate (decors) José Maria Sert (kostuums)                            |
| 1916 | Histoires naturelles                              | Maurice Ravel                                                                          |                                                 | Michaïl Larionov                                                             |
| 1917 | Feu d'artifice                                    | Igor Stravinsky                                                                        |                                                 | Giacomo Balla                                                                |
| 1917 | Les femmes de bonne humeur                        | Domenico ScarlattiTommasini (orkestratie)                                              | Léonide Massine                                 | Léon Bakst                                                                   |
| 1917 | Contes russes                                     | Anatoli Ljadov                                                                         | Léonide Massine                                 | Michaïl Larionov                                                             |
| 1917 | Parade                                            | Erik Satie                                                                             | Léonide Massine                                 | Pablo Picasso                                                                |
| 1919 | La Boutique fantasque                             | Gioachino Rossini                                                                      | Léonide Massine                                 | André Derain                                                                 |
|      |                                                   | Ottorino Respighi                                                                      |                                                 |                                                                              |
| 1919 | Le Tricorne                                       | Manuel de Falla                                                                        | Léonide Massine                                 | Pablo Picasso                                                                |
| 1920 | Les astuces féminines                             | Domenico CimarosaOttorino Respighi (orkestratie)                                       | Léonide Massine                                 | José Maria Sert                                                              |
| 1920 | Le Chant du Rossignol                             | Igor Stravinsky                                                                        | Léonide Massine                                 | Henri Matisse                                                                |
| 1920 | Pulcinella                                        | Igor Stravinsky                                                                        | Léonide Massine                                 | Pablo Picasso                                                                |
| 1921 | Chout                                             | Sergei Prokofiev                                                                       | Léonide Massine                                 | Michail Larionov                                                             |
| 1921 | Doornroosje                                       | Pjotr Iljitsj Tsjaikovski                                                              | Marius Petipa                                   | Léon Bakst, Nicolas Benois, Natalja Gontsjarova                              |
| 1922 | Renard                                            | Igor Stravinsky                                                                        | Bronislava Nijinska                             | Michail Larionov                                                             |
| 1922 | Mavra                                             | Igor Stravinsky                                                                        | Bronislava Nijinska                             | Léopold Survage                                                              |
| 1923 | Les Noces                                         | Igor Stravinsky                                                                        | Bronislava Nijinska                             | Natalja Gontsjarova                                                          |
| 1924 | Les biches                                        | Francis Poulenc                                                                        | Bronislava Nijinska                             | Marie Laurencin                                                              |
| 1924 | Les tentations de la bergère ou L'Amour vainqueur | MontéclairHenri Casadesus (bewerking)                                                  | Bronislava Nijinska                             | Juan Gris                                                                    |
| 1924 | Les Fâcheux                                       | Georges Auric                                                                          | Bronislava Nijinska                             | Georges Braque                                                               |
| 1924 | Le train bleu                                     | Darius Milhaud                                                                         | Bronislava Nijinska                             | Henri Laurens (scene)                                                        |
|      |                                                   |                                                                                        |                                                 | Coco Chanel (kostuums) Pablo Picasso (toneelgordijn)                         |
| 1924 | La nuit sur le mont chauve                        | Modest Moessorgski                                                                     | Bronislava Nijinska                             | Natalja Gontsjarova                                                          |
| 1925 | Barabau                                           |                                                                                        | Georges Balanchine                              | Maurice Utrillo                                                              |
| 1925 | Les matelots                                      | Georges Auric                                                                          | Léonide Massine                                 | Pruna                                                                        |
| 1925 | Zephyr et Flore                                   | Vernon Duke                                                                            | Léonide Massine                                 | Georges Braque                                                               |
| 1926 | Jack-in-the-box                                   | Erik Satie Darius Milhaud (orkestratie)                                                | George Balanchine                               | André Derain                                                                 |
| 1926 | Roméo et Juliette                                 | Constant Lambert                                                                       | Bronislava Nijinska George Balanchine           | Max Ernst (decor & gordijn) Joan Miró (decor & kostuums)                     |
| 1926 | Pastorale                                         | Georges Auric                                                                          | Bronislava Nijinska george balanchine           | Pedro Pruna                                                                  |
| 1926 | Le triomphe de Neptune                            | Lord Berners                                                                           | George Balanchine                               | Aleksandre Sjarvasjidze naar Engelse prenten                                 |
| 1927 | La chatte                                         | Henri Sauguet                                                                          | George Balanchine                               | Naum GaboAntoine Pevsner                                                     |
| 1927 | Mercure                                           | Erik Satie                                                                             | Léonide Massine                                 | Pablo Picasso                                                                |
| 1927 | Pas d'acier                                       | Sergei Prokofiev                                                                       | Léonide Massine                                 | Georges Yakoulov                                                             |
| 1927 | Oedipus-Rex                                       | Igor Stravinsky                                                                        |                                                 | Jean Cocteau                                                                 |
| 1928 | Ode                                               | Nicolas Nabokov                                                                        | Léonide Massine                                 | Pavel TchelitchevPierre Charbonnier                                          |
| 1928 | Apollon musagète                                  | Igor Stravinsky                                                                        | George Balanchine                               | André Bauschant (decors)                                                     |
|      |                                                   |                                                                                        |                                                 | Coco Chanel (kostuums)                                                       |
| 1928 | Les deux mendiants                                | Georg Friedrich Händel                                                                 | Georges Balanchine                              | Juan Gris                                                                    |
| 1929 | Le bal                                            | Vittorio Rieti                                                                         | Georges Balanchine                              | Giorgio de Chirico                                                           |
| 1929 | Le fils prodigue                                  | Sergei Prokofiev                                                                       | George Balanchine                               | Georges Rouault                                                              |